# Chlorissa confusaria
Chlorissa confusaria là một loài bướm đêm trong họ Geometridae.